# 殼胡乳峰管蚜
殼胡乳峰管蚜（学名：Kurisakia onigurumi）为群蚜科乳峰管蚜屬下的一个种。